# Apotemnus truncatus
Apotemnus truncatus là một loài tò vò trong họ Ichneumonidae.